# 保罗·菲利克斯·霍夫曼
保罗·菲利克斯·霍夫曼（英語：Paul Felix Hoffman，1941年3月21日—），加拿大地理学家，哈佛大学荣休教授。他最擅长的研究课题是前寒武纪；他通过研究纳米比亚的沉积岩发展出了雪球地球的冰川成型理论。